# Razgodak
Pravopisni znak, razgodak (od razgoditi, razdijeliti) ili interpunkcija (lat. interpunctio = razlučiti, rastavljati) znakovi su u pisanome jeziku koji služe rastavljanju teksta na rečenice i rečenične dijelove.
Znakovi razgodka nisu isti u svim jezicima. Na primjer, u španjolskom jeziku upitna rečenica počinje naopakim upitnikom (¿) i završava uobičajenim upitnikom (?). Etiopski jezici poznaju oblike ironičnika. U novije se vrijeme predlaže uvođenje ironičnika u europske jezike; među predložene znakove spada 
.[nedostaje izvor]

## U hrvatskom jeziku
U pravopisima hrvatskoga jezika navode se sljedeći pravopisni znakovi:
| osnovni     |                                                                                      |
|             | bjelina                                                                              |
| .           | točka                                                                                |
| ?           | upitnik                                                                              |
| !           | uskličnik                                                                            |
| ?!          | upitnik s uskličnikom                                                                |
| !?          | uskličnik s upitnikom                                                                |
| ,           | zarez                                                                                |
| ;           | točka sa zarezom                                                                     |
| :           | dvotočka/dvotočje                                                                    |
| …           | trotočka/trotočje                                                                    |
| ( ) [ ] { } | zagrade                                                                              |
| )           | desna zagrada                                                                        |
| -           | spojnica                                                                             |
| –           | crtica                                                                               |
| /           | kosa crta                                                                            |
| ’           | izostavnik                                                                           |
| „ ” ili » « | navodnici                                                                            |
| ‘ ’         | polunavodnici                                                                        |
| ostali      |                                                                                      |
| :           | omjer                                                                                |
| + – : × ·   | matematički operatori (zbrajanje, oduzimanje, dijeljenje, množenje – križić i točka) |
| /           | razlomačka crta                                                                      |
| = > < ≥ ≤   | znakovi za odnose (jednak, veći, manji, veći ili jednak, manji ili jednak)           |
| ‶           | kratkosilazni naglasak                                                               |
| `           | kratkouzlazni naglasak                                                               |
| ⌒           | dugosilazni naglasak                                                                 |
| ´           | dugouzlazni naglasak                                                                 |
| ¯           | zanaglasna dužina                                                                    |
| *           | zvjezdica                                                                            |
| §           | znak za članak ili paragraf                                                          |
| → > <       | znakovi za upućivanje                                                                |
| @           | znak za elektroničku poštu                                                           |
| % ‰         | postotak i promil                                                                    |
|             |                                                                                      |
| ......      | višetočje                                                                            |
| †           | križić                                                                               |
| ¶           | odjeljak[nedostaje izvor]                                                            |
| "           | znak ponavljanja                                                                     |
| ^           | poludugi naglasak[nedostaje izvor]                                                   |